# Östlig snytessnäcka
Östlig snytessnäcka (Bithynia transsilvanica) är en snäckart som först beskrevs av E. A. Bielz 1853.  Östlig snytessnäcka ingår i släktet Bithynia, och familjen snytesnäckor. Enligt den svenska rödlistan är arten sårbar i Sverige. Arten förekommer i Svealand. Arten har tidigare förekommit i Götaland men är numera lokalt utdöd. Artens livsmiljö är sjöar och vattendrag, våtmarker.